# Wi-Fi Alliance

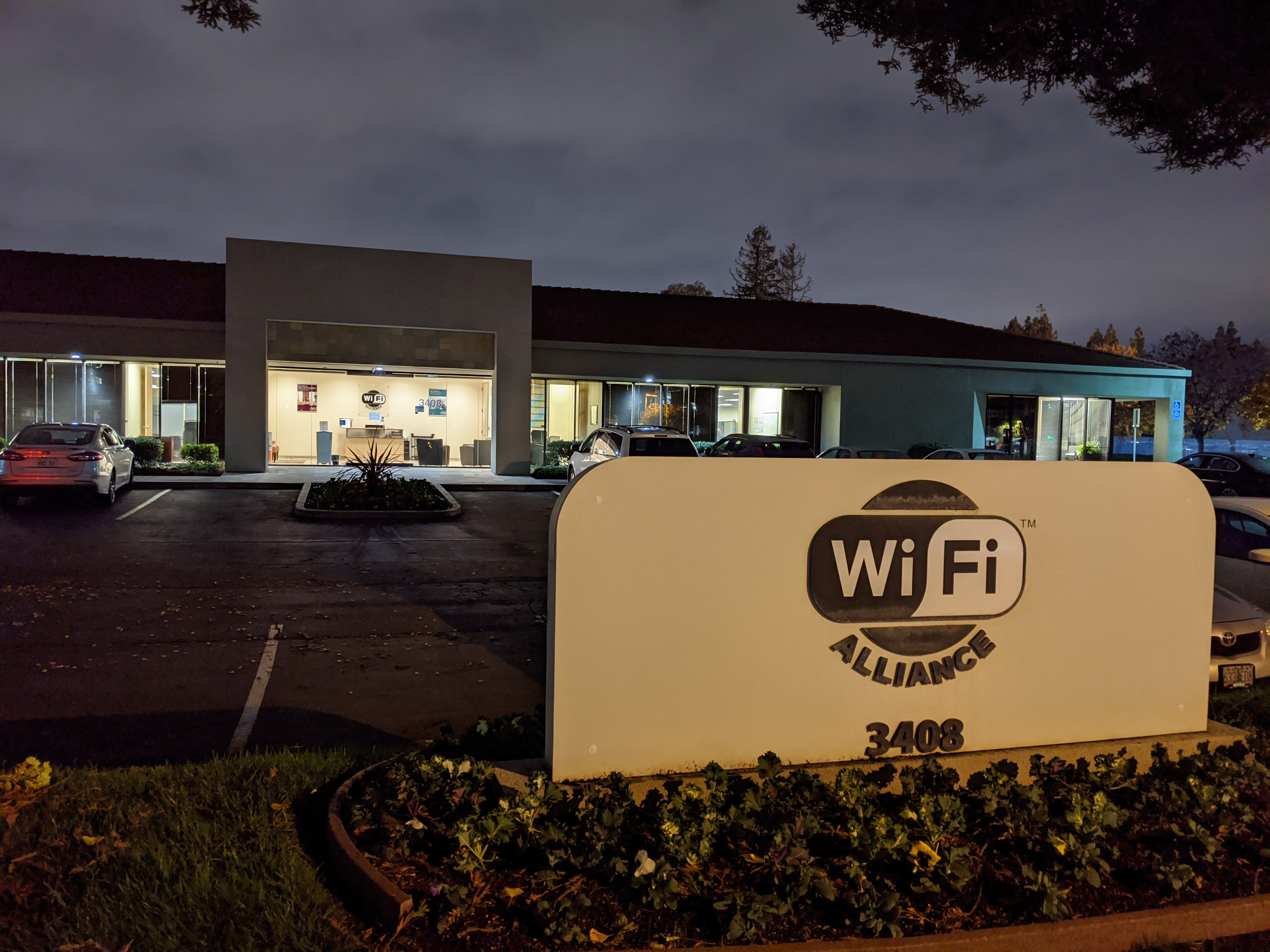

La Wi-Fi Alliance és una organització sense ànim de lucre que posseeix la marca comercial de Wi-Fi. Els fabricants poden utilitzar la marca comercial per marcar productes certificats per a la interoperabilitat Wi-Fi. Té la seu a Austin, Texas.

## Història
Els primers productes 802.11 van patir problemes d'interoperabilitat perquè l'Institut d'Enginyers Elèctrics i Electrònics (IEEE) no tenia cap disposició per provar equips per complir amb els seus estàndards.El 1999, els pioners d'una nova variant de major velocitat van aprovar l'especificació IEEE 802.11b per formar la Wireless Ethernet Compatibility Alliance (WECA) i van marcar la nova tecnologia Wi-Fi.
El grup d'empreses incloïa 3Com, Aironet (adquirida per Cisco), Harris Semiconductor (ara Intersil), Lucent (era Alcatel-Lucent, llavors adquirida per Nokia), Nokia i Symbol Technologies (ara Zebra Technologies).
L'aliança inclou Apple, Comcast, Samsung, Sony, LG, Intel, Dell, Broadcom, Cisco, Qualcomm, Motorola, Microsoft, Texas Instruments i T-Mobile com a patrocinadors clau. La carta d'aquesta organització independent era realitzar proves, certificar la interoperabilitat dels productes i promoure la tecnologia.
WECA es va rebatejar com a Wi-Fi Alliance el 2002.
La majoria de productors d'equips 802.11 es van convertir en membres i, el 2012 la Wi-Fi Alliance incloïa més de 550 empreses membres. L'aliança Wi-Fi va estendre el Wi-Fi més enllà de les aplicacions de xarxa d'àrea local sense fils en xarxes d'àrea personal i punt a punt i va habilitar aplicacions específiques com Miracast.

## Certificació Wi-Fi
La Wi-Fi Alliance posseeix i controla el logotip "Wi-Fi Certified", una marca registrada, que només es permet en equips que hagin superat les proves. Els compradors que confien en aquesta marca comercial poden tenir més possibilitats d'interoperació que no pas. Les proves inclouen no només la interoperabilitat de formats de ràdio i dades, sinó també protocols de seguretat, així com proves opcionals de qualitat de servei i protocols de gestió d'energia. Els productes Wi-Fi Certified han de demostrar que poden funcionar bé en xarxes amb altres productes Wi-Fi Certified, executant aplicacions habituals, en situacions similars a les que es troben en l'ús quotidià. La certificació utilitza 3 principis:
- La interoperabilitat és l'objectiu principal de la certificació. S'utilitzen casos de prova rigorosos per garantir que els productes de diferents venedors d'equips puguin interoperar en una gran varietat de configuracions.
- S'ha de preservar la compatibilitat enrere per permetre que els nous equips funcionin amb els engranatges existents. La compatibilitat anterior protegeix les inversions en productes Wi-Fi heretats i permet als usuaris actualitzar i ampliar les seves xarxes gradualment.
- Els nous programes de certificació permeten que la tecnologia i les especificacions més noves arribin al mercat. Aquests programes de certificació poden ser obligatoris (p. ex., WPA2) o opcionals (p. ex., WMM).

La definició d'interoperabilitat de l'Aliança Wi-Fi exigeix que els productes hagin de mostrar nivells de rendiment satisfactoris en configuracions de xarxa típiques i hagin de suportar aplicacions tant establertes com emergents. El procés de certificació de Wi-Fi Alliance inclou tres tipus de proves per garantir la interoperabilitat. Els productes certificats per Wi-Fi es posen a prova per a:
- Compatibilitat: s'ha provat la connectivitat d'equips certificats amb altres equips certificats. Les proves de compatibilitat sempre han estat, i són encara, el component predominant de les proves d'interoperabilitat, i és l'element que la majoria de la gent associa amb la "interoperabilitat". Implica proves amb diversos dispositius de diferents proveïdors d'equips.
- Conformitat: l'equip s'ajusta a elements crítics específics de l'estàndard IEEE 802.11. Les proves de conformitat solen implicar una anàlisi autònoma de productes individuals i estableix si l'equip respon a les entrades tal com s'espera i s'especifica. Per exemple, les proves de conformitat s'utilitzen per garantir que l'equip Wi-Fi es protegeix a si mateix i a la xarxa quan l'equip detecta indicis d'atacs a la xarxa.
- Rendiment: l'equip compleix els nivells de rendiment requerits. Les proves de rendiment no estan dissenyades per mesurar i comparar el rendiment entre productes, sinó simplement per verificar que el producte compleix els requisits mínims de rendiment. Wi-Fi Alliance no publica els resultats específics de les proves de rendiment.

### Tipus de certificació
La Wi-Fi Alliance ofereix proves de certificació en dos nivells:
Obligatori:
- Interoperabilitat bàsica MAC/PHY sobre 802.11a, 802.11b, 802.11g i 802.11n (almenys un).
- Seguretat Wi-Fi Protected Access 2 (WPA2), que s'alinea amb IEEE 802.11i. WPA2 està disponible en dos tipus: WPA2-Personal per al consumidor i WPA2 Enterprise, que afegeix autenticació EAP.

Opcional:
- Proves corresponents a IEEE 802.11h i 802.11d.
- WMM Quality of Service, basat en un subconjunt de IEEE 802.11e.
- WMM Power Save, basat en APSD dins de IEEE 802.11e
- Wi-Fi Protected Setup, una especificació desenvolupada per l'Alliance per facilitar el procés de configuració i activació de proteccions de seguretat en xarxes Wi-Fi d'oficines petites i de consumidors.
- Dispositiu específic d'aplicació (ASD), per a dispositius sense fil diferents del punt d'accés i l'estació que tinguin una aplicació específica, com ara reproductors de DVD, projectors, impressores, etc.
- Converged Wireless Group–Radio Frequency (CWG-RF, que s'ofereix conjuntament amb CTIA), per proporcionar un mapa de rendiment de les ràdios Wi-Fi i cel·lulars en dispositius convergents.
- Passpoint/Hotspot 2.0

## Programes de certificació
Hi ha una sèrie de programes de certificació per Wi-Fi Alliance:

### Wi-Fi de 2,4/5/6 GHz
| Generació                                               | IEEE standard | Adoptat | Màxima velocitat (Mbit/s) | Freqüències ràdio (GHz) |
| ------------------------------------------------------- | ------------- | ------- | ------------------------- | ----------------------- |
| Wi-Fi 7                                                 | 802.11be      | (2024)  | 1376 a 46120              | 2.4/5/6                 |
| Wi-Fi 6E                                                | 802.11ax      | 2020    | 574 a 9608                | 6                       |
| Wi-Fi 6                                                 | 802.11ax      | 2019    | 574 a 9608                | 2.4/5                   |
| Wi-Fi 5                                                 | 802.11ac      | 2014    | 433 a 6933                | 5                       |
| Wi-Fi 4                                                 | 802.11n       | 2008    | 72 a 600                  | 2.4/5                   |
| (Wi-Fi 3)*                                              | 802.11g       | 2003    | 6 a 54                    | 2.4                     |
| (Wi-Fi 2)*                                              | 802.11a       | 1999    | 6 a 54                    | 5                       |
| (Wi-Fi 1)*                                              | 802.11b       | 1999    | 1 a 11                    | 2.4                     |
| (Wi-Fi 0)*                                              | 802.11        | 1997    | 1 a 2                     | 2.4                     |
| * Les Wi-Fi 0, 1, 2 i 3 són per inferència retroactiva. |               |         |                           |                         |

Els protocols 802.11 són estàndards IEEE, identificats com 802.11b, 11g, 11n, 11ac, etc. L'any 2018, The Wi-Fi Alliance va crear les etiquetes de generació més senzilla Wi-Fi 4 - 6 començant per Wi-Fi 5, Wi-Fi afegit retroactivament 4 i posteriors van afegir Wi-Fi 6 i Wi-Fi 6E. El Wi-Fi 5 tenia fases Wave 1 i Wave 2. El Wi-Fi 6E amplia el 2.4/5 rang de GHz fins a 6 GHz, on tingui llicència. Llistat per ordre històric i de capacitat. Consulteu els articles individuals 802.11 per obtenir detalls de la versió o 802.11 per obtenir un resum compost.

### WiGig
WiGig es refereix a 60 Connexió de xarxa d'àrea local sense fils GHz. Va ser anunciat inicialment el 2013 per Wireless Gigabit Alliance i va ser adoptat per Wi-Fi Alliance el 2013. Van començar a certificar el 2016. La primera versió de WiGig és IEEE 802.11ad, i una versió més nova IEEE 802.11ay es va llançar el 2021.

### Wi-Fi Direct
L'octubre de 2010, l'Aliança va començar a certificar Wi-Fi Direct, que permet que els dispositius compatibles amb Wi-Fi es comuniquin directament entre ells mitjançant la configuració de xarxes ad-hoc, sense passar per un punt d'accés sense fil o hotspot. Des del 2009, quan es va anunciar per primera vegada, alguns van suggerir que Wi-Fi Direct podria substituir la necessitat de Bluetooth en aplicacions que no depenen del Bluetooth de baixa energia.

### WPA
Wi-Fi Protected Access és un mecanisme de seguretat basat en l'esmena IEEE 802.11i a l'estàndard que la Wi-Fi Alliance va començar a certificar des de l'any 2003.

### Miracast
Miracast, introduït el 2012, és un estàndard per a connexions de visualització sense fil des de dispositius com ara ordinadors portàtils, tauletes o telèfons intel·ligents. El seu objectiu és substituir els cables que es connecten del dispositiu a la pantalla.

### TDLS
TDLS, o Tunneled Direct Link Setup, és "una manera perfecta de transmetre contingut multimèdia i altres dades més ràpidament entre dispositius que ja estan a la mateixa xarxa Wi-Fi" basat en IEEE 802.11z i afegit al programa de certificació Wi-Fi Alliance el 2012. Els dispositius que l'utilitzen es comuniquen directament entre ells, sense implicar l'encaminador de la xarxa sense fil.

### Wi-Fi HaLow
Wi-Fi HaLow és un estàndard per a la connexió estàndard d'àrea àmplia de baixa potència (LPWA) que utilitza sub-1 Espectre de GHz per a dispositius IoT. Es basa en IEEE 802.11ah.